# Xie Jun
Xie Jun (Chinês: 谢军; Baoding, Hebei, 30 de outubro de 1970) É uma enxadrista chinesa, Grande Mestre duas vezes Campeã Mundial Feminina de Xadrez, de 1991 a 1996 e novamente de 1999 a 2001. Ela é a segunda mulher a conquistar o título duas vezes, a primeira foi Elisabeth Bykova.

## Carreira
Aos seis anos, Xie começou a jogar xadrez chinês e, aos 10, tornou-se campeã feminina de xiangqi em Pequim. A pedido das autoridades governamentais, ela começou a jogar xadrez internacional. Xie se tornou campeã chinesa de xadrez feminino em 1984. Em 1988, ela empatou em segundo e quarto lugar no Campeonato Mundial Júnior Feminino em Adelaide; como a jogadora asiática mais bem colocada no torneio, ela ganhou o título do Campeonato Asiático Júnior Feminino.
Aos 20 anos, Xie ganhou o direito de disputar o título mundial feminino e, em 1991, derrotou Maia Chiburdanidze, da Geórgia, que detinha o título desde 1978, por um placar de 8½–6½.
Em 1993, Xie defendeu com sucesso seu título contra Nana Ioseliani (vencendo a partida por 8½–2½). No verão de 1994 ela recebeu o título completo de Grande Mestre; a sexta mulher a receber esse título.
Ela perdeu o Campeonato Mundial Feminino de Xadrez de 1996 para Susan Polgar da Hungria (8½–4½). E recuperou o título em 1999 ao derrotar outra finalista do campeonato, Alisa Galliamova (8½–6½), depois que Polgar se recusou a aceitar as condições da partida e perder seu título. Em 2000, a FIDE mudou o formato do campeonato mundial para um sistema de eliminatórias, e Xie ganhou o título novamente, derrotando a sua compatriota  Qin Kanying por 2½–1½ na final.

Participou de 8 Olimpíadas de xadrez na seção feminina, ganhando 7 medalhas por equipes (3 ouros, 1 prata e 3 bronzes) e 5 medalhas individuais (2 pratas e 3 bronzes).